# Кантони, Оскар
Оскар Кантони (итал. Oscar Cantoni; род. 1 сентября 1950, Ленно, Италия) — итальянский кардинал. Епископ Кремы с 25 января 2005 по 4 октября 2016. Епископ Комо с 4 октября 2016. Кардинал-священник с титулом церкви Санта-Мария-Реджина-Пачис-а-Монте-Верде с 27 августа 2022 года.

## Ранние годы
Оскар Кантони родился в Ленно 1 сентября 1950 года и переехал со своей семьёй в соседнюю деревню Тремедзо в возрасте восьми лет. В 1970 году, после обучения в Папской коллегии Галлио, основанной отцами Сомаски, он поступил в епархиальную семинарию, чтобы изучать богословие. 28 июня 1975 года Кантони был рукоположен в священники епархии Комо епископом Терезио Феррарони.
До 1982 года он выполнял пастырскую деятельность в приходе Санта-Мария-Регина в Муджо. Затем он преподавал религию в техническом институте Плиния Комо. 11 июля 2000 год]]а Папа Римский Иоанн Павел II присвоил ему титул Почётного прелата Его Святейшества. В 2003 году стал епископским викарием епархии по делам духовенства.

## Кардинал
29 мая 2022 года Папа Римский Франциск объявил, что 21 прелат будут возведены в достоинство кардиналов на консистории от 27 августа 2022 года, среди которых было названо имя и епископа Оскара Кантони.
27 августа 2022 года состоялась консистория на которой Оскар Кантони получил кардинальскую шапку, кардинальский перстень и титул церкви Санта-Мария-Реджина-Пачис-а-Монте-Верде.